# 长尾山椒鸟
长尾山椒鸟（学名：[Pericrocotus ethologus] 错误：{{Lang}}：文本有斜体标记（帮助））为山椒鸟科山椒鸟属的鸟类。分布于阿富汗、向东经尼泊尔、锡金、不丹、抵印度、孟加拉、中南半岛以及中国大陆的西藏、云南、河北、河南、山西、陕西、甘肃、青海、四川、?东北等地，常见于多种植被类型的生境中、如阔叶林、杂木林、混交林、针叶林以及也见于开垦地附近的林间。该物种的模式产地在湖北兴山。

## 亚种
- 长尾山椒鸟指名亚种（学名：[Pericrocotus ethologus ethologus] 错误：{{Lang}}：文本有斜体标记（帮助））。分布于缅甸、泰国、老挝、越南以及中国大陆的河北、河南、山西、陕西、甘肃、青海、四川、贵州、湖北、云南、?东北等地。该物种的模式产地在湖北兴山。[2]
- 长尾山椒鸟西藏亚种（学名：[Pericrocotus ethologus laetus] 错误：{{Lang}}：文本有斜体标记（帮助））。分布于尼泊尔、锡金、不丹、孟加拉、印度以及中国大陆的西藏等地。该物种的模式产地在锡金Jeyluk。[3]
- 长尾山椒鸟云南亚种（学名：[Pericrocotus ethologus yvettae] 错误：{{Lang}}：文本有斜体标记（帮助））。分布于缅甸以及中国大陆的云南等地。该物种的模式产地在缅甸Malipa。[4]